# 关系 (社会学)
关系，在社会学意义上，是中国社会中特有的一种人际互动形式，是费孝通的差序格局理论中的重要概念。按照费的解释，在传统中国社会中，“社会关系是逐渐从一个一个人推出去的，是私人联系的增加，社会范围是一根根私人联系所构成的网络”。

## 关系的定义
在中文裡，关系用来指人与人之间的交往联系已经有数千年了。然而，关系这个词汇现在所特有的含义－即利用个人所拥有的人际资源以谋求政治或经济上的利益好处，据考证则首次出现于1978年。
在西方文献中，关系通常被定义为「一种特殊的人际关系」（special relationship）。但究竟怎样特殊才算关系，却往往语焉不详。此外，有的学者还将关系定义为：特定关系（particularistic ties）、朋友关系、交往联系（connection）、交易（exchange）、社会资源或社会资本（social capital）。这些定义分别从不同的侧面描述了关系的某些特征，但任何单个定义都无法概括关系的全貌。
这里给出一个新的定义：关系是发生在两个人之间的一种社会交往的过程。甲有问题需要乙的帮助。如果乙能直接帮助甲解决问题，这个过程就完成了。如果乙不能直接帮助，乙就去找丙，于是开始一个新的过程。
中文里关系是一个名词，前面通常要加上这样的动词：拉，搞，走，跑，套等等。关系要拉要套，就是这个意思。将关系定义为动态过程，而不是静态的状态，有重要意义。英文中的relationship是静态，并不一定是关系，而只是关系基础。关系基础是指两个人所共有的某些属性。
有学者认为关系的存在取决于关系基础的有无，这个观点是不对的。关系基础是一种被动的客观存在，而关系是一种主动、动态的过程。两个人之间有关系基础并不一定有关系或者说联系。比如说，一对已经离异的夫妻，尽管他们之间仍然存在着多重关系基础，如果他们不再往来，关系就不存在了。反之，关系可以发生于两个原本没有任何关系基础的陌生人之间，只不过比起那些有关系基础的过程，没有关系基础的过程建立时间较长，有时还需要借助中间人的介入。

## 关系的分类
在关系研究中，有多种不同的分类方法。如有人将关系分为情感关系和利用关系。但在实际情况中，这两者往往是相互混杂难以分清的。

### 按照关系基础不同分类

#### 血缘关系
- 家庭
- 亲戚
- 联姻

#### 社会关系
- 同乡
- 同学
- 师生
- 同事
- 僱員
- 上司下屬
- 邻居
- 熟人
- 朋友
- 结拜兄弟

### 另一種分類
- 家庭关系或亲情关系
- 帮忙关系或人情关系
- 经商关系人际关系与商业管理[2][3][4][5]
- 社会人格学

## 遞迴關係型態
如果一個關係是有關兩個實體，則描述這樣關係的型態就稱為二元關係型態。
有些二元關係型態的左右兩邊實體型態是相同，只是扮演不同角色，此時就稱其為遞迴關係型態

## 延伸阅读
- 人際關係
- 亲密关系
- 社会关系
- 社交网络
- 裙带关系
- 集体主义

## 腳注
1. ↑  Fan, Y., 2002, "Questioning Guanxi: Definition, Classification and Implications", International Business Review, 11:5, 543-561
2. ↑  范英 (2003) "人际关系和商业管理"，可从此处下载：http://hdl.handle.net/2438/2423
3. ↑  Fan, Y. (2002a) "Questioning Guanxi: Definition, Classification and Implications", International Business Review, 11:5, 543-561, (可从此处下载)：http://hdl.handle.net/2438/1279
4. ↑  Fan, Y. (2002b) "Guanxi's Consequences: Personal Gains at Social Costs", Journal of Business Ethics, 38:4, 369-378, (可从此处下载)：http://hdl.handle.net/2438/1281
5. ↑  Fan, Y. (2007)“Guanxi, government and corporate reputation in China: Lessons for international companies”, Marketing Intelligence and Planning, 25:5, 499-510，可从此处下载：http://hdl.handle.net/2438/1287

## 外部連結
- 杨美惠：〈“关系”的韧性及其新运作空间：对新近“关系”研究的批判 （页面存档备份，存于）〉。